# Henry Jones Thaddeus
Henry Jones Thaddeus, né Henry Thaddeus Jones dans le comté de Cork (Irlande) en 1859 et mort à Ryde (Royaume-Uni) le 1er mai 1929, est un peintre irlando-britannique.

## Biographie
Né en 1859, Henry Jones Thaddeus intègre la Cork School of Art en 1869. Lauréat du prix Taylor en 1878 et 1879, il part à Londres puis à Paris pour poursuivre sa formation à l'Académie Julian. Sa première œuvre importante est ensuite exposée au Salon de 1881.
Sa notoriété lui permet de devenir portraitiste et de travailler pour de nombreuses personnalités de l'aristocratie et de l'Église, parmi lesquelles le pape Pie X. 
Pendant un séjour en Californie, il écrit ses mémoires sous le titre Recollections of a Court Painter.

Œuvres d'Henry Jones Thaddeus
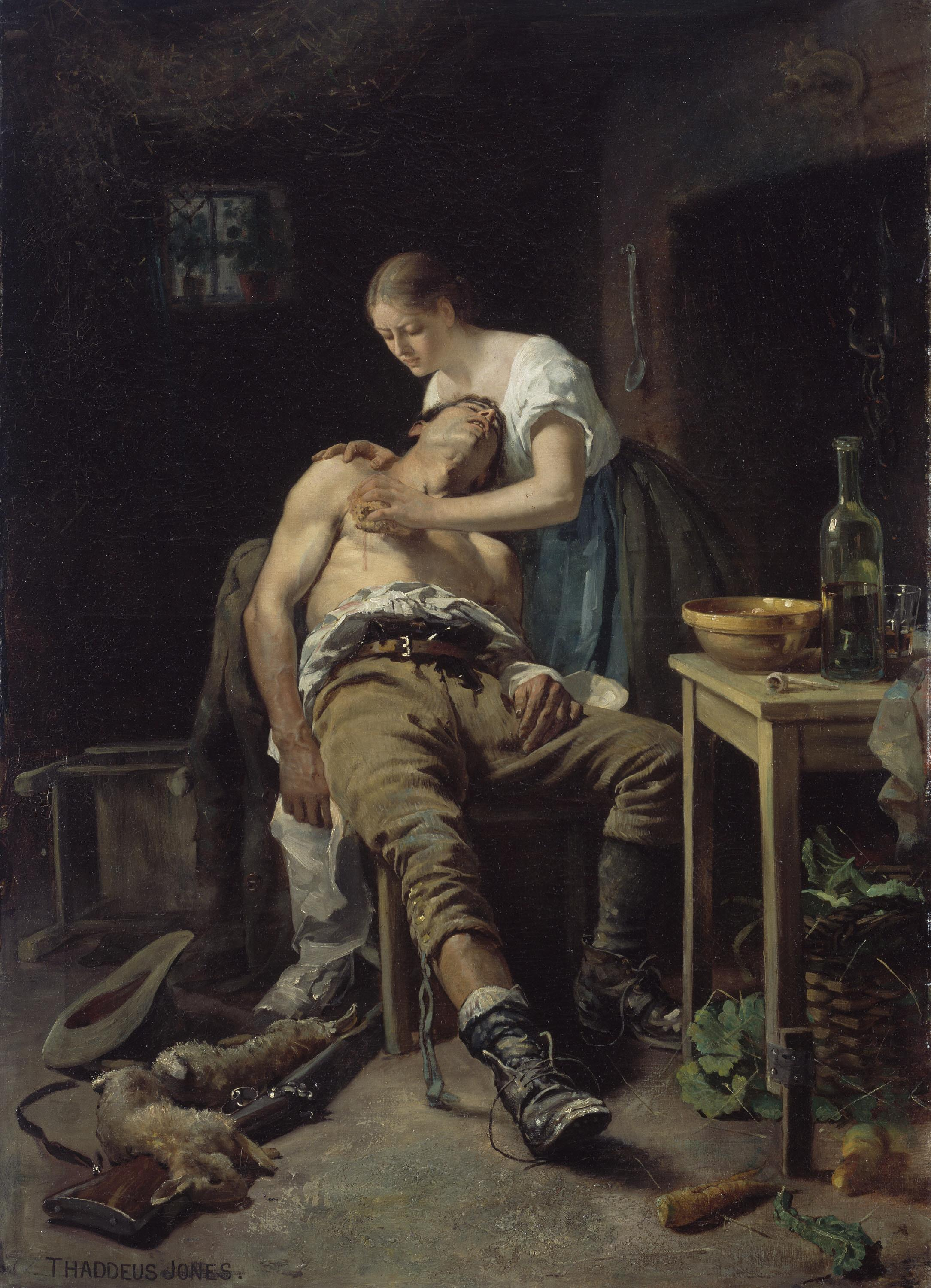
Le Braconnier blessé, 1881, Dublin, Galerie nationale d'Irlande.
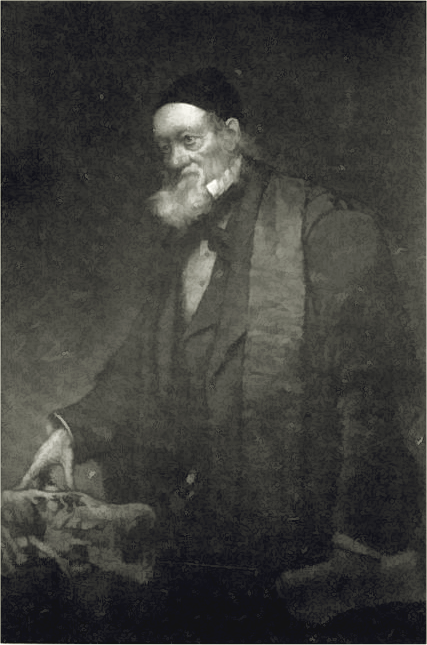
Portrait de Richard Owen, 1888, Lancaster Town Hall (en).
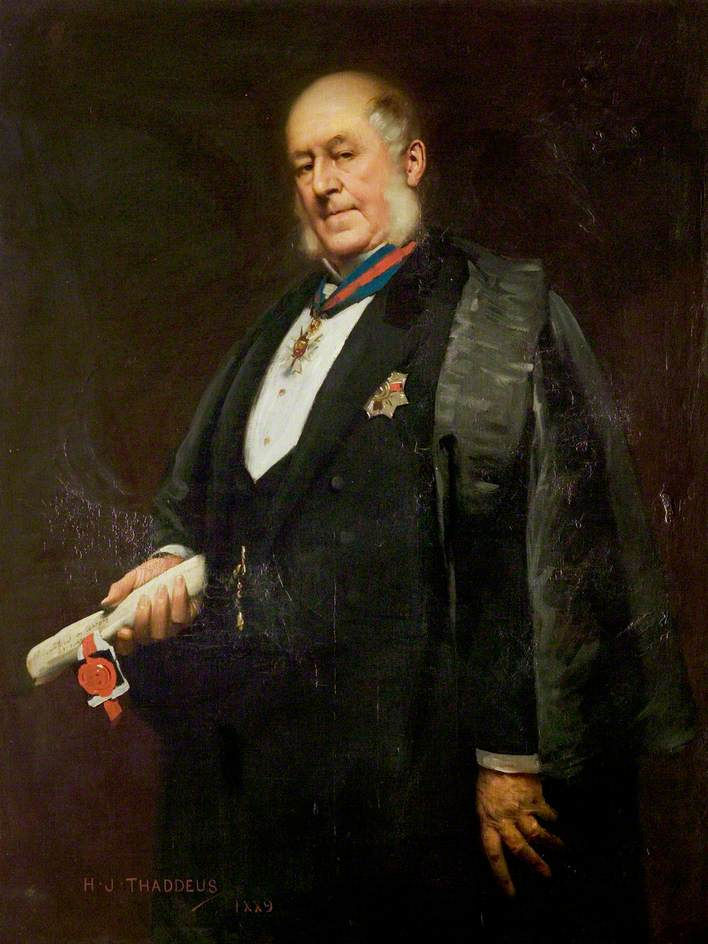
Sir Arthur Hodgson, vers 1899, Stratford-upon-Avon Town Hall (en).